# فريتز هارمان
فريتز هارمان، (بالإنجليزية: Fritz Haarmann)، يلقّب بجزار هانوفر في ألمانيا، فاقت وحشيته كل المقاييس، كان مدمنًا للفاحشة في الصبيان الصغار، مع قتلهم وتعذيبهم و التحرش بهم، وكانت متعته أن يعض الطفل من رقبته حتى يفارق الحياة وأن يمصّ دمه كذلك.
كان يجلب الصبيان إلى بيته بالتجول في محطات القطار، وبعد الاعتداء عليهم وقتلهم كان يصنع السجق من لحمهم ويبيعه في محل جزارة .
بلغ عدد ضحاياه ما بين 27 طفلاً ، 50 طفلاً ، اكتشف أمره عام 1924، وقتل بحد السيف.
ونظراً لطبيعته الشاذة أخذ مخه للجامعة ليدرس عضوياً .ذكرت تقارير صحفية في ألمانيا أن رأس فريتس هارمان الذي ارتكب سلسلة من جرائم القتل في القرن الماضي تم إحراقه ودفنه بعد مضي 90 عاما على حفظه في جامعة غوتينغن الألمانية.